# 昆布冰瀑

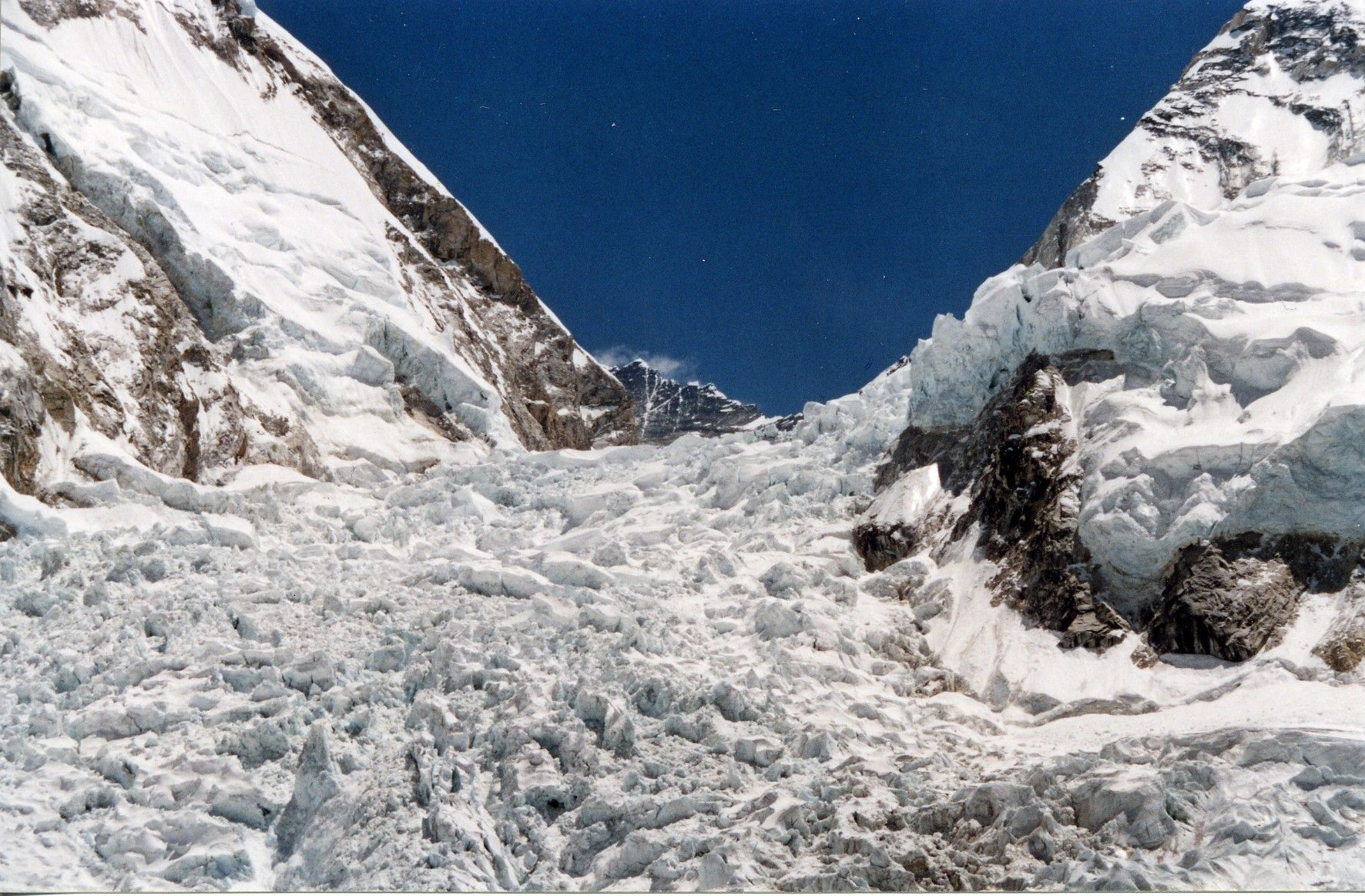
昆布冰瀑

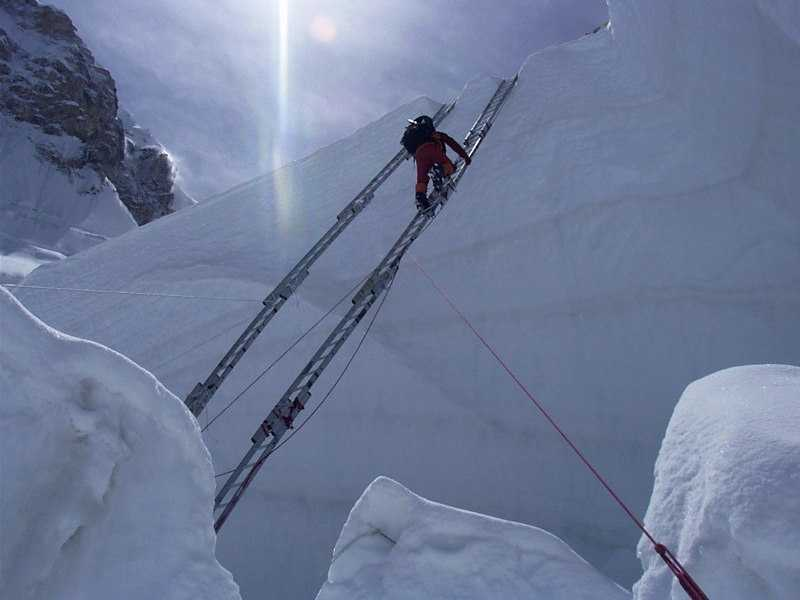
登山者正走在昆布冰瀑的梯子上

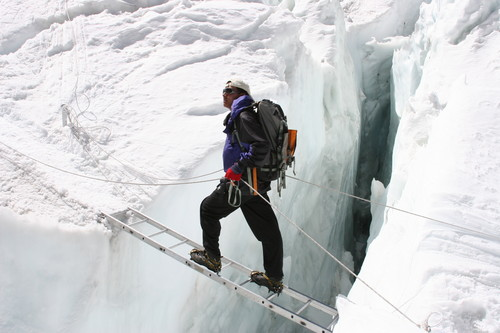
帕姆·多傑·雪巴正在橫越昆布冰瀑

昆布冰瀑（英語：Khumbu Icefall）是位於昆布冰川前端與西冰斗尾端的冰瀑，座落於海拔5,486（17,999英尺）的珠穆朗瑪峰尼泊爾側，距離珠穆朗瑪峰基地營不遠處，也位於峰頂南側。此冰瀑被公認為珠峰攀登路線南坳中最危險的階段之一。